# Kamienica przy ulicy Włodkowica 5–9 we Wrocławiu
Kamienica przy ulicy Włodkowica 5–9 – zabytkowa kamienica we Wrocławiu, przy ulicy Pawła Włodkowica.

## Historia kamienicy

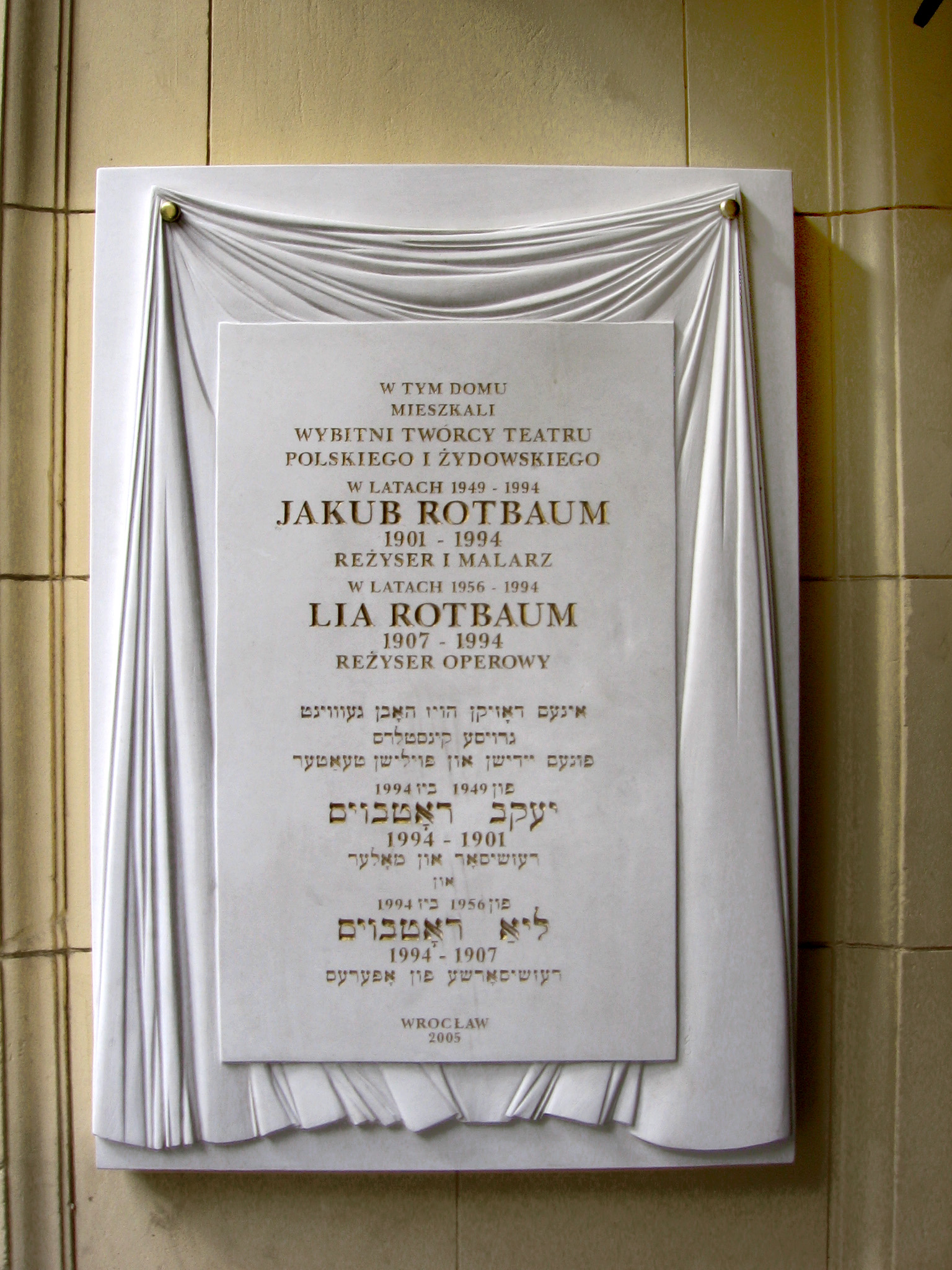
Tablica pamiątkowa u wejścia do budynku frontowego

Kamienica w obecnym kształcie została zaprojektowana przez Richarda Ehrlicha w 1899 roku. Zleceniodawcą była ówczesna gmina żydowska, której dotychczasowa siedziba znajdowała się przy ulicy Krupniczej 11. Nowy gmach został wzniesiony w miejsce pięciu wcześniej wyburzonych kamienic otaczających synagogę Pod Białym Bocianem. Nowy budynek miał kształt litery "U" i obejmował dziedziniec synagogi. W centralnej części czterokondygnacyjnego budynku umieszczono sień przejazdową nad która wzniesiono wieżyczkę zegarową. Fasada budynku została przyozdobiona detalami w stylu eklektyzmu, m.in. maszkaronami i kartuszami. Do roku 1943, na parterze budynku frontowego znajdowały się sklepy a w skrzydle bocznym hurtownia papieru. Wyższe pomieszczenia zajmowały biura zarządu gminy żydowskiej, mieszkanie rabina i kantona oraz duża sala posiedzeń i siedziby różnych instytucji dobroczynnych. W części zachodniej znajdowała się szkoła religijna, biblioteka oraz archiwum gminy. W pomieszczeniach piwnicznych znajdowała się mykwa do rytualnych obmywań i łaźnia a nad nią sala modlitewna. Do dnia obecnego zachowały się oryginalne secesyjne szyldy sklepowe. 

## Po 1945
Od 1945 roku w budynku ma swoją siedzibę polska gmina żydowska pozostałe pomieszczenia zostały przystosowane na mieszkania komunalne. Jego mieszkańcami byli m.in. żydowski reżyser teatralny i malarz Jakub Rotbaum oraz jego siostra, reżyserka operowa Lia Rotbaum. Stań techniczny kamienicy sukcesywnie pogarszał się. Dopiero w 2012 roku przystąpiono do sukcesywnej odnowy elewacji frontowej i tej od strony dziedzińca. 
Obecnie na parterze budynku frontowego znajduje się restauracja La Maddalena oraz Centrum Informacji Żydowskiej i księgarnio-kawiarnia Cocofli.     